# Західна провінція (Замбія)
Західна провінція (англ. Western Province) — одна з 10 провінцій Замбії, включає в себе регіон, раніше відомий як Бароцеленд. Адміністративний центр — місто Монгу.

## Географія
Площа провінції становить 126 386 км². Розташована головним чином в заплаві річки Замбезі, яка простягається від впадання в Замбезі річок Кабомпо і Лунге-Бунго - на півночі, до водоспаду нгоньє - на півдні. З грудня до червня долина затоплюється, що є вкрай важливим для сільського господарства провінції і забезпечення водою населених пунктів на околицях долини. Далеко від Замбезі та її приток краєвид складають піщані дюни, сухі трав'янисті рівнини, сезонні болота і рідколісся.

## Населення
Населення провінції за даними на 2010 рік становить 881 524 людини. Головна етнічна група провінції - лозі, традиційно займається розведенням великої рогатої худоби.

## Адміністративний поділ

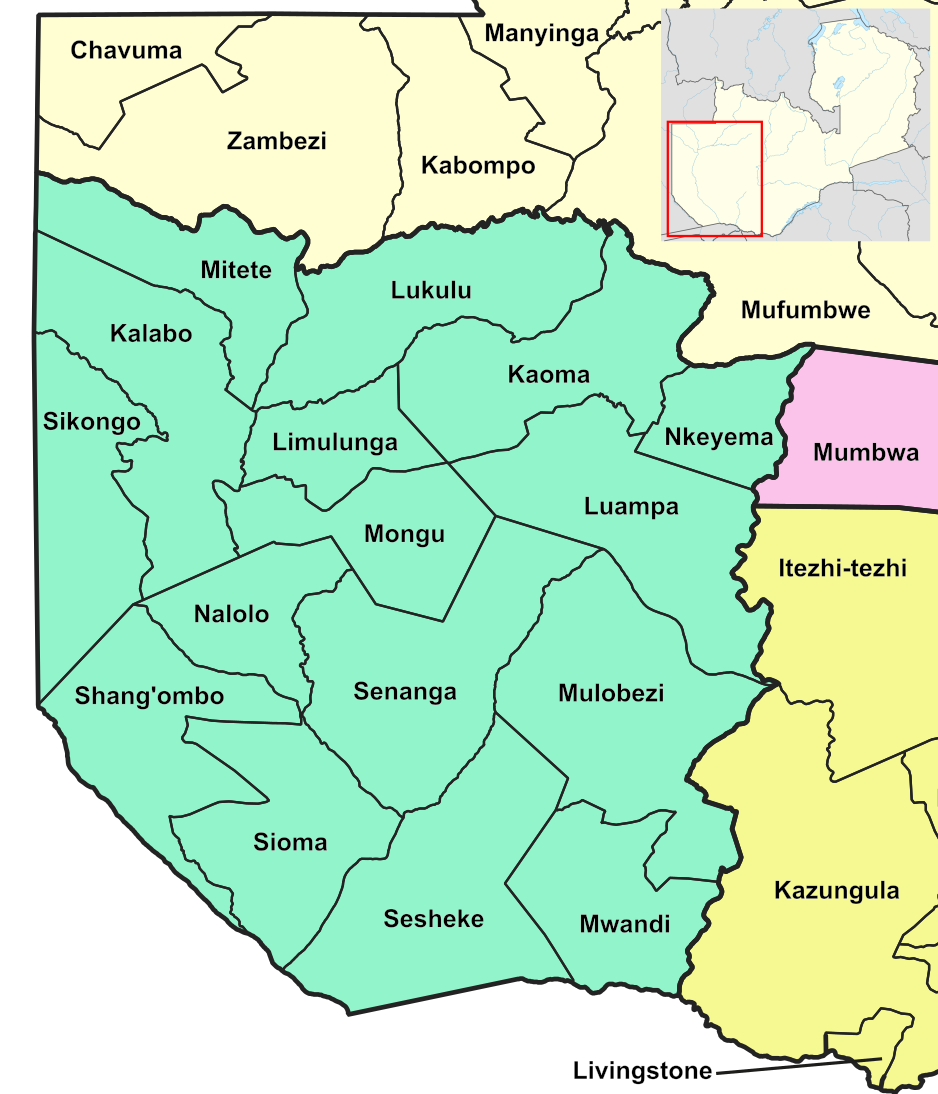
Райони Західної провінції

В адміністративному відношенні поділяється на 16 районів:
- Калабо
- Каома
- Лукулу
- Монгу
- Сенанга
- Сешеке
- Шангомбо